# اندیس کامادورن
کامادورن یک اندیس فلزی است که در حوالی شهر سردونیه استان کرمان قرار دارد و مادهٔ معدنی موجود در آن، مس است.سنگ میزبان این اندیس ولکانو سدیمنت است و دیرینگی آن به دوران ائوسن می‌رسد. در این اندیس، پاراژنز‌های کوارتز ، مالاکیت یافت می‌شوند.